# Scherma ai Giochi della XIV Olimpiade - Fioretto a squadre maschile
La competizione del fioretto a squadre maschile  di scherma ai Giochi della XIV Olimpiade si tenne i giorni 30 e 31 luglio 1948 presso il Palace of Engineering Wembley.

## Risultati

### 1º Turno
Si è disputato il 30 luglio. Sei gruppi, le prime due squadre classificate accedevano ai quarti di finale.

#### Gruppo 1
Classifica
| Pos. | Nazione | Vittorie | VI | SI | Incontri           | Incontri          | Incontri           | Incontri |
| Pos. | Nazione | Vittorie | VI | SI | Francia (bandiera) | Egitto (bandiera) | Irlanda (bandiera) |          |
| ---- | ------- | -------- | -- | -- | ------------------ | ----------------- | ------------------ | -------- |
| 1    | Francia | 1        | 16 | 0  | X                  | ND                | 16-0               |          |
| 1    | Egitto  | 1        | 9  | 0  | ND                 | X                 | 9-0                |          |
| 3    | Irlanda | 0        | 0  | 25 | 0-16               | 0-9               | X                  |          |

Incontri
| Atleti (Vittorie individuali)                                                       | Nazione            | VT | VT | Nazione            | Atleti (Vittorie individuali)                                     |
| ----------------------------------------------------------------------------------- | ------------------ | -- | -- | ------------------ | ----------------------------------------------------------------- |
| Adrien Rommel (4), Christian d'Oriola (4) André Bonin (4), Jacques Lataste (4)      | Francia (bandiera) | 16 | 0  | Irlanda (bandiera) | Owen Tuohy (0), Paddy Duffy (0) Tom Smith (0), Nick Thuillier (0) |
| Osman Abdel Hafeez (2), Salah Dessouki (2) Mahmoud Younes (3), Mohamed Zulficar (2) | Egitto (bandiera)  | 9  | 0  | Irlanda (bandiera) | Owen Tuohy (0), Paddy Duffy (0) Tom Smith (0), Nick Thuillier (0) |

#### Gruppo 2
Classifica
| Pos. | Nazione | Vittorie | VI | SI | Incontri          | Incontri           | Incontri          | Incontri |
| Pos. | Nazione | Vittorie | VI | SI | Italia (bandiera) | Uruguay (bandiera) | Grecia (bandiera) |          |
| ---- | ------- | -------- | -- | -- | ----------------- | ------------------ | ----------------- | -------- |
| 1    | Italia  | 1        | 16 | 0  | X                 | ND                 | 16-0              |          |
| 1    | Uruguay | 1        | 9  | 2  | ND                | X                  | 9-2               |          |
| 3    | Grecia  | 0        | 2  | 25 | 0-16              | 2-9                | X                 |          |

Incontri
| Atleti (Vittorie individuali)                                                | Nazione            | VT | VT | Nazione           | Atleti (Vittorie individuali)                                                                    |
| ---------------------------------------------------------------------------- | ------------------ | -- | -- | ----------------- | ------------------------------------------------------------------------------------------------ |
| Saverio Ragno (4), Renzo Nostini (4) Manlio Di Rosa (4), Giorgio Pellini (4) | Italia (bandiera)  | 16 | 0  | Grecia (bandiera) | Athanasios Nanopoulos (0), Stefanos Zintzos (0) Ioannis Karamazakis (0), Konstantinos Bembis (0) |
| Daniel Rossi (2), Jaime Ucar (2) César Gallardo (3), Sergio Iesi (2)         | Uruguay (bandiera) | 9  | 2  | Grecia (bandiera) | Athanasios Nanopoulos (0), Stefanos Zintzos (0) Ioannis Karamazakis (1), Konstantinos Bembis (1) |

#### Gruppo 3
Classifica
| Pos. | Nazione   | Nota          |
| ---- | --------- | ------------- |
| 1    | Argentina |               |
| 1    | Finlandia |               |
| -    | Cuba      | Non partecipa |

#### Gruppo 4
Classifica
| Pos. | Nazione     | Vittorie | VI | SI | Incontri            | Incontri               | Incontri            | Incontri |
| Pos. | Nazione     | Vittorie | VI | SI | Ungheria (bandiera) | Stati Uniti (bandiera) | Svizzera (bandiera) |          |
| ---- | ----------- | -------- | -- | -- | ------------------- | ---------------------- | ------------------- | -------- |
| 1    | Ungheria    | 1        | 11 | 5  | X                   | ND                     | 11-5                |          |
| 1    | Stati Uniti | 1        | 9  | 3  | ND                  | X                      | 9-3                 |          |
| 3    | Svizzera    | 0        | 8  | 20 | 5-11                | 3-9                    | X                   |          |

Incontri
| Atleti (Vittorie individuali)                                             | Nazione                | VT | VT | Nazione             | Atleti (Vittorie individuali)                                                    |
| ------------------------------------------------------------------------- | ---------------------- | -- | -- | ------------------- | -------------------------------------------------------------------------------- |
| Béla Bay (1), Aladár Gerevich (4) József Hátszeghy (3), Lajos Maszlay (3) | Ungheria (bandiera)    | 11 | 5  | Svizzera (bandiera) | Gottfried von Meiss (1), Roger Stirn (2) Walo Hörning (0), Conrad Schlaepfer (2) |
| Daniel Bukantz (4), Austin Prokop (2) Dernell Every (1), Dean Cetrulo (2) | Stati Uniti (bandiera) | 9  | 3  | Svizzera (bandiera) | Gottfried von Meiss (0), Jean Rubli (0) Conrad Schlaepfer (1), Roger Stirn (2)   |

#### Gruppo 5
Classifica
| Pos. | Nazione   | Nota          |
| ---- | --------- | ------------- |
| 1    | Belgio    |               |
| 1    | Canada    |               |
| -    | Australia | Non partecipa |
| -    | Brasile   | Non partecipa |

#### Gruppo 6
Classifica
| Pos. | Nazione       | Vittorie | VI | SI | Incontri             | Incontri                 | Incontri               | Incontri |
| Pos. | Nazione       | Vittorie | VI | SI | Danimarca (bandiera) | Gran Bretagna (bandiera) | Paesi Bassi (bandiera) |          |
| ---- | ------------- | -------- | -- | -- | -------------------- | ------------------------ | ---------------------- | -------- |
| 1    | Danimarca     | 1        | 9  | 5  | X                    | ND                       | 9-5                    |          |
| 1    | Gran Bretagna | 1        | 8  | 8  | ND                   | X                        | 8-8                    |          |
| 3    | Paesi Bassi   | 0        | 13 | 17 | 5-9                  | 8-8                      | X                      |          |

Incontri
| Atleti (Vittorie individuali)                                                 | Nazione                  | VT | VT | Nazione                | Atleti (Vittorie individuali)                                                   |
| ----------------------------------------------------------------------------- | ------------------------ | -- | -- | ---------------------- | ------------------------------------------------------------------------------- |
| René Paul (3), Arthur Smith (1) Harry Cooke (0), John Emrys Lloyd (4)         | Gran Bretagna (bandiera) | 8  | 8  | Paesi Bassi (bandiera) | Willem van den Berg (1), Henny ter Weer (2) Frans Mosman (2), Eddy Kuijpers (3) |
| Ivan Ruben (4), Ole Albrechtsen (1) Aage Leidersdorff (3), Tage Jørgensen (1) | Danimarca (bandiera)     | 9  | 5  | Paesi Bassi (bandiera) | Willem van den Berg (2), Henny ter Weer (0) Frans Mosman (1), Eddy Kuijpers (2) |

### Quarti di finale
Si sono disputati il 31 luglio. Quattro gruppi, le prime due squadre classificate accedevano ai quarti di finale.

#### Gruppo 1
Classifica
| Pos. | Nazione     | Vittorie | VI | SI | Incontri           | Incontri               | Incontri          | Incontri |
| Pos. | Nazione     | Vittorie | VI | SI | Francia (bandiera) | Stati Uniti (bandiera) | Canada (bandiera) |          |
| ---- | ----------- | -------- | -- | -- | ------------------ | ---------------------- | ----------------- | -------- |
| 1    | Francia     | 1        | 16 | 0  | X                  | ND                     | 16-0              |          |
| 1    | Stati Uniti | 1        | 9  | 0  | ND                 | X                      | 9-0               |          |
| 3    | Canada      | 0        | 0  | 25 | 0-16               | 0-9                    | X                 |          |

Incontri
| Atleti (Vittorie individuali)                                             | Nazione                | VT | VT | Nazione           | Atleti (Vittorie individuali)                                               |
| ------------------------------------------------------------------------- | ---------------------- | -- | -- | ----------------- | --------------------------------------------------------------------------- |
| André Bonin (4), Jacques Lataste (4) Jéhan Buhan (4), René Bougnol (4)    | Francia (bandiera)     | 16 | 0  | Canada (bandiera) | Robert Desjarlais (0), Georges Pouliot (0) Alf Horn (0), Roland Asselin (0) |
| Daniel Bukantz (3), Austin Prokop (2) Silvio Giolito (2), Nate Lubell (2) | Stati Uniti (bandiera) | 9  | 0  | Canada (bandiera) | Robert Desjarlais (0), Georges Pouliot (0) Alf Horn (0), Roland Asselin (0) |

#### Gruppo 2
Classifica
| Pos. | Nazione   | Vittorie | VI | SI | Incontri          | Incontri             | Incontri             | Incontri |
| Pos. | Nazione   | Vittorie | VI | SI | Italia (bandiera) | Argentina (bandiera) | Finlandia (bandiera) |          |
| ---- | --------- | -------- | -- | -- | ----------------- | -------------------- | -------------------- | -------- |
| 1    | Italia    | 1        | 9  | 0  | X                 | ND                   | 9-0                  |          |
| 1    | Argentina | 1        | 12 | 4  | ND                | X                    | 12-4                 |          |
| 3    | Finlandia | 0        | 4  | 21 | 0-9               | 4-12                 | X                    |          |

Incontri
| Atleti (Vittorie individuali)                                                         | Nazione              | VT | VT | Nazione              | Atleti (Vittorie individuali)                                              |
| ------------------------------------------------------------------------------------- | -------------------- | -- | -- | -------------------- | -------------------------------------------------------------------------- |
| José Rodríguez (3), Fulvio Galimi (2) Manuel Torrente (3), Félix Galimi (4)           | Argentina (bandiera) | 12 | 4  | Finlandia (bandiera) | Kauko Jalkanen (0), Nils Sjöblom (1) Erkki Kerttula (2), Heikki Raitio (1) |
| Giuliano Nostini (2), Manlio Di Rosa (2) Edoardo Mangiarotti (3), Giorgio Pellini (2) | Italia (bandiera)    | 9  | 0  | Finlandia (bandiera) | Kauko Jalkanen (0), Nils Sjöblom (0) Erkki Kerttula (0), Heikki Raitio (0) |

#### Gruppo 3
Classifica
| Pos. | Nazione       | Vittorie | VI | SI | Incontri          | Incontri                 | Incontri             | Incontri |
| Pos. | Nazione       | Vittorie | VI | SI | Belgio (bandiera) | Gran Bretagna (bandiera) | Danimarca (bandiera) |          |
| ---- | ------------- | -------- | -- | -- | ----------------- | ------------------------ | -------------------- | -------- |
| 1    | Belgio        | 2        | 21 | 7  | X                 | 12-4                     | 9-3                  |          |
| 2    | Gran Bretagna | 1        | 14 | 18 | 4-12              | X                        | 10-6                 |          |
| 3    | Danimarca     | 0        | 9  | 19 | 3-9               | 6-10                     | X                    |          |

Incontri
| Atleti (Vittorie individuali)                                                        | Nazione                  | VT | VT | Nazione                  | Atleti (Vittorie individuali)                                                |
| ------------------------------------------------------------------------------------ | ------------------------ | -- | -- | ------------------------ | ---------------------------------------------------------------------------- |
| André De Vorsselaer (3), Paul Valcke (3) Raymond Bru (2), Georges de Bourguignon (4) | Belgio (bandiera)        | 12 | 4  | Gran Bretagna (bandiera) | Harry Cooke (1), Pierre Turquet (0) Luke Wendon (0), René Paul (3)           |
| René Paul (2), Arthur Smith (3) Harry Cooke (2), John Emrys Lloyd (3)                | Gran Bretagna (bandiera) | 10 | 6  | Danimarca (bandiera)     | Ivan Ruben (3), Ole Albrechtsen (0) Aage Leidersdorff (3), Flemming Vögg (0) |
| Henri Paternóster (1), Paul Valcke (3) Raymond Bru (2), Édouard Yves (3)             | Belgio (bandiera)        | 9  | 3  | Danimarca (bandiera)     | Ivan Ruben (1), Ivan Osiier (1) Tage Jørgensen (1), Aage Leidersdorff (0)    |

#### Gruppo 4
Classifica
| Pos. | Nazione  | Vittorie | VI | SI | Incontri          | Incontri            | Incontri           | Incontri |
| Pos. | Nazione  | Vittorie | VI | SI | Egitto (bandiera) | Ungheria (bandiera) | Uruguay (bandiera) |          |
| ---- | -------- | -------- | -- | -- | ----------------- | ------------------- | ------------------ | -------- |
| 1    | Egitto   | 1        | 9  | 1  | X                 | ND                  | 9-1                |          |
| 1    | Ungheria | 1        | 8  | 8  | ND                | X                   | 8-8                |          |
| 3    | Uruguay  | 0        | 9  | 17 | 1-9               | 8-8                 | X                  |          |

Incontri
| Atleti (Vittorie individuali)                                                    | Nazione             | VT     | VT     | Nazione            | Atleti (Vittorie individuali)                                       |
| -------------------------------------------------------------------------------- | ------------------- | ------ | ------ | ------------------ | ------------------------------------------------------------------- |
| Pál Dunay (2), Aladár Gerevich (3) Endre Palócz (3), József Hátszeghy (0)        | Ungheria (bandiera) | 8 (66) | 8 (60) | Uruguay (bandiera) | Daniel Rossi (2), Jaime Ucar (1) Juan Paladino (2), Sergio Iesi (3) |
| Osman Abdel Hafeez (3), Salah Dessouki (3) Mahmoud Younes (1), Hassan Tawfik (2) | Egitto (bandiera)   | 9      | 1      | Uruguay (bandiera) | Daniel Rossi (0), Jaime Ucar (0) Juan Paladino (1), Sergio Iesi (0) |

### Semifinali
Si sono disputate il 31 luglio. Due gruppi, le prime due squadre classificate accedevano ai quarti di finale.

#### Gruppo 1
Classifica
| Pos. | Nazione   | Vittorie | VI | SI | Incontri          | Incontri          | Incontri            | Incontri             |
| Pos. | Nazione   | Vittorie | VI | SI | Italia (bandiera) | Belgio (bandiera) | Ungheria (bandiera) | Argentina (bandiera) |
| ---- | --------- | -------- | -- | -- | ----------------- | ----------------- | ------------------- | -------------------- |
| 1    | Italia    | 2        | 20 | 7  | X                 | ND                | 9-2                 | 11-5                 |
| 1    | Belgio    | 2        | 11 | 6  | ND                | X                 | 10-6                | 1-0                  |
| 3    | Ungheria  | 0        | 8  | 19 | 2-9               | 6-10              | X                   | ND                   |
| 3    | Argentina | 0        | 5  | 12 | 5-11              | 0-1               | ND                  | X                    |

Incontri
| Atleti (Vittorie individuali)                                                      | Nazione           | VT | VT | Nazione              | Atleti (Vittorie individuali)                                                 |
| ---------------------------------------------------------------------------------- | ----------------- | -- | -- | -------------------- | ----------------------------------------------------------------------------- |
| Renzo Nostini (2), Manlio Di Rosa (4) Edoardo Mangiarotti (3), Giorgio Pellini (2) | Italia (bandiera) | 11 | 5  | Argentina (bandiera) | José Rodríguez (2), Fulvio Galimi (2) Manuel Torrente (0), Félix Galimi (1)   |
| Édouard Yves (2), Paul Valcke (2) Raymond Bru (3), Georges de Bourguignon (3)      | Belgio (bandiera) | 10 | 6  | Ungheria (bandiera)  | Béla Bay (0), Aladár Gerevich (2) Pál Dunay (1), Endre Palócz (3)             |
| Saverio Ragno (1), Renzo Nostini (3) Edoardo Mangiarotti (3), Giuliano Nostini (2) | Italia (bandiera) | 9  | 2  | Ungheria (bandiera)  | Aladár Gerevich (1), József Hátszeghy (1) Endre Palócz (0), Lajos Maszlay (0) |
| Édouard Yves (1), Paul Valcke (0) Raymond Bru (0), Georges de Bourguignon (0)      | Belgio (bandiera) | 1  | 0  | Argentina (bandiera) | José Rodríguez (0), Fulvio Galimi (0) Manuel Torrente (0), Félix Galimi (0)   |

1. ↑  L'Argentina si ritira dopo il primo assalto

#### Gruppo 2
Classifica
| Pos. | Nazione       | Vittorie | VI | SI | Incontri           | Incontri               | Incontri          | Incontri                 |
| Pos. | Nazione       | Vittorie | VI | SI | Francia (bandiera) | Stati Uniti (bandiera) | Egitto (bandiera) | Gran Bretagna (bandiera) |
| ---- | ------------- | -------- | -- | -- | ------------------ | ---------------------- | ----------------- | ------------------------ |
| 1    | Francia       | 2        | 23 | 9  | X                  | ND                     | 13-3              | 10-6                     |
| 1    | Stati Uniti   | 2        | 17 | 13 | ND                 | X                      | 9-5               | 8-8                      |
| 3    | Egitto        | 0        | 8  | 22 | 3-13               | 5-9                    | X                 | ND                       |
| 3    | Gran Bretagna | 0        | 14 | 18 | 6-10               | 8-8                    | ND                | X                        |

Incontri
| Atleti (Vittorie individuali)                                               | Nazione                | VT     | VT     | Nazione                  | Atleti (Vittorie individuali)                                                            |
| --------------------------------------------------------------------------- | ---------------------- | ------ | ------ | ------------------------ | ---------------------------------------------------------------------------------------- |
| Jéhan Buhan (2), Adrien Rommel (4) Christian d'Oriola (4), René Bougnol (3) | Francia (bandiera)     | 13     | 3      | Egitto (bandiera)        | Mohamed Zulficar (1), Hassan Tawfik (1) Mahmoud Younes (0), Salah Dessouki (1)           |
| Daniel Bukantz (3), Nate Lubell (0) Dean Cetrulo (2), Silvio Giolito (3)    | Stati Uniti (bandiera) | 8 (64) | 8 (60) | Gran Bretagna (bandiera) | René Paul (3), Pierre Turquet (1) Harry Cooke (1), Arthur Smith (1) John Emrys Lloyd (2) |
| André Bonin (2), Jacques Lataste (2) Adrien Rommel (3), Jéhan Buhan (3)     | Francia (bandiera)     | 10     | 6      | Gran Bretagna (bandiera) | René Paul (2), Arthur Smith (1) John Emrys Lloyd (2), Pierre Turquet (1)                 |
| Daniel Bukantz (4), Austin Prokop (1) Dean Cetrulo (1), Silvio Giolito (3)  | Stati Uniti (bandiera) | 9      | 5      | Egitto (bandiera)        | Osman Abdel Hafeez (1), Hassan Tawfik (1) Salah Dessouki (1), Mahmoud Younes (2)         |

### Finale
Si è disputata il 31 luglio.
Classifica
| Pos.    | Nazione     | Vittorie | VI | SI | Incontri           | Incontri          | Incontri          | Incontri               |
| Pos.    | Nazione     | Vittorie | VI | SI | Francia (bandiera) | Italia (bandiera) | Belgio (bandiera) | Stati Uniti (bandiera) |
| ------- | ----------- | -------- | -- | -- | ------------------ | ----------------- | ----------------- | ---------------------- |
| Oro     | Francia     | 3        | 28 | 18 | X                  | 8-8               | 9-5               | 11-5                   |
| Argento | Italia      | 2        | 28 | 15 | 8-8                | X                 | 11-5              | 9-2                    |
| Bronzo  | Belgio      | 1        | 19 | 27 | 5-9                | 5-11              | X                 | 9-7                    |
| 4       | Stati Uniti | 0        | 14 | 29 | 5-11               | 2-9               | 7-9               | X                      |

Incontri
| Atleti (Vittorie individuali)                                                       | Nazione            | VT     | VT     | Nazione                | Atleti (Vittorie individuali)                                                       |
| ----------------------------------------------------------------------------------- | ------------------ | ------ | ------ | ---------------------- | ----------------------------------------------------------------------------------- |
| André Bonin (3), Jéhan Buhan (4) René Bougnol (1), Jacques Lataste (3)              | Francia (bandiera) | 11     | 5      | Stati Uniti (bandiera) | Daniel Bukantz (1), Austin Prokop (3) Silvio Giolito (1), Dernell Every (0)         |
| Renzo Nostini (4), Edoardo Mangiarotti (3) Giuliano Nostini (3), Manlio Di Rosa (1) | Italia (bandiera)  | 11     | 5      | Belgio (bandiera)      | Georges de Bourguignon (2), De Vorsselaer (1) Paul Valcke (1), Raymond Bru (1)      |
| André Bonin (3), Christian d'Oriola (2) René Bougnol (2), Jéhan Buhan (2)           | Francia (bandiera) | 9      | 5      | Belgio (bandiera)      | Georges de Bourguignon (1), Henri Paternóster (2) Édouard Yves (0), Raymond Bru (2) |
| Manlio Di Rosa (2), Edoardo Mangiarotti (2) Giuliano Nostini (3), Renzo Nostini (2) | Italia (bandiera)  | 9      | 2      | Stati Uniti (bandiera) | Daniel Bukantz (0), Nate Lubell (0) Silvio Giolito (0), Dean Cetrulo (2)            |
| Édouard Yves (1), Paul Valcke (4) De Vorsselaer (1), Georges de Bourguignon (3)     | Belgio (bandiera)  | 9      | 7      | Stati Uniti (bandiera) | Nate Lubell (3), Austin Prokop (0) Silvio Giolito (2), Dean Cetrulo (2)             |
| Jacques Lataste (2), Christian d'Oriola (2) Jéhan Buhan (3), Adrien Rommel (1)      | Francia (bandiera) | 8 (62) | 8 (60) | Italia (bandiera)      | Renzo Nostini (1), Manlio Di Rosa (1) Edoardo Mangiarotti (3), Giuliano Nostini (3) |